# 梁次震宇宙學與粒子天文物理學研究中心

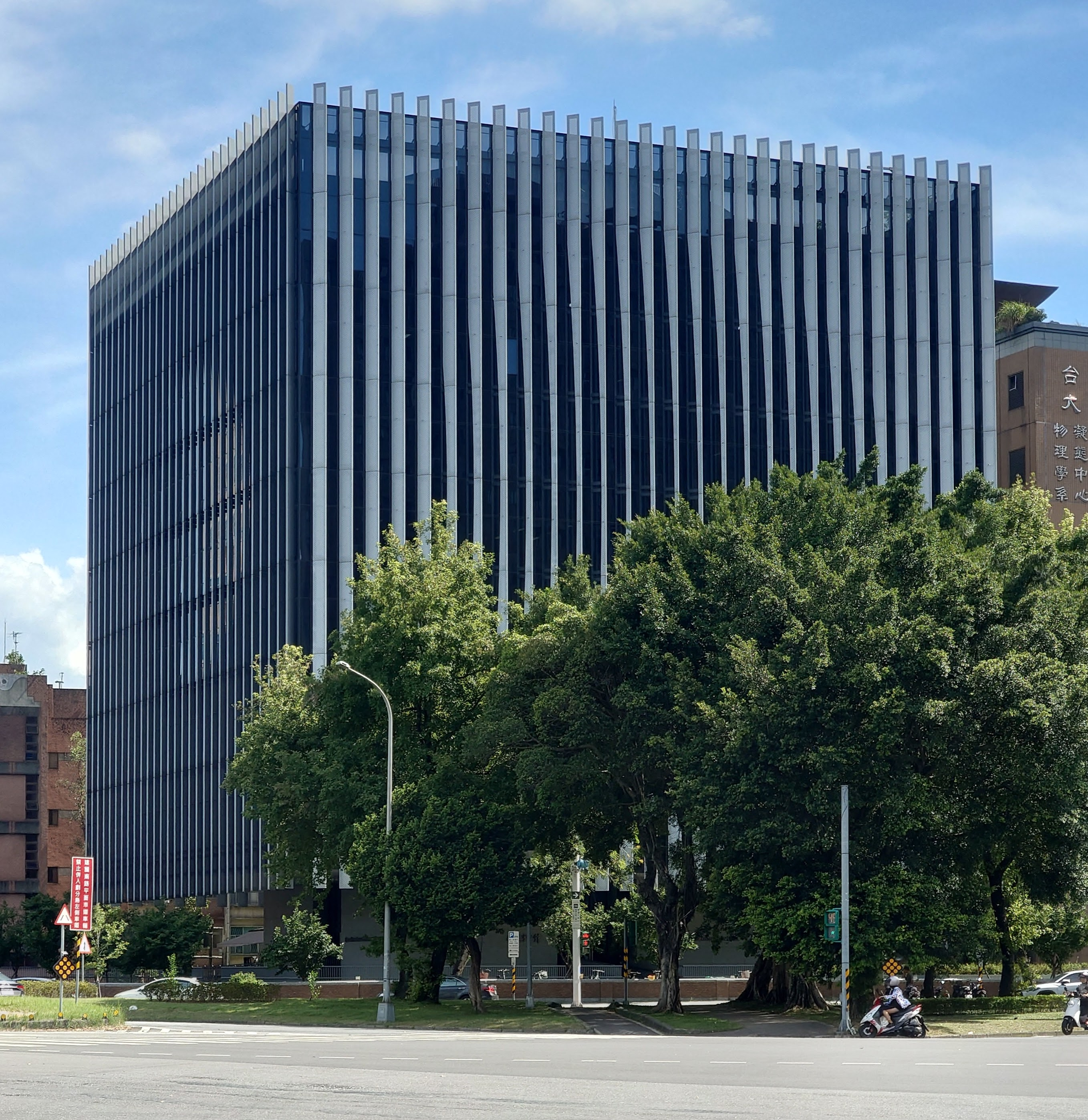
國立臺灣大學次震宇宙館

國立臺灣大學梁次震宇宙學與粒子天文物理學中心（Leung Center for Cosmology and Particle Astrophysics, National Taiwan University）為國立台灣大學校級研究中心，研究宇宙學和粒子天體物理學。於2007年11月由廣達電腦副董事長梁次震以個人名義捐贈成立，中心主任為陳丕燊博士。

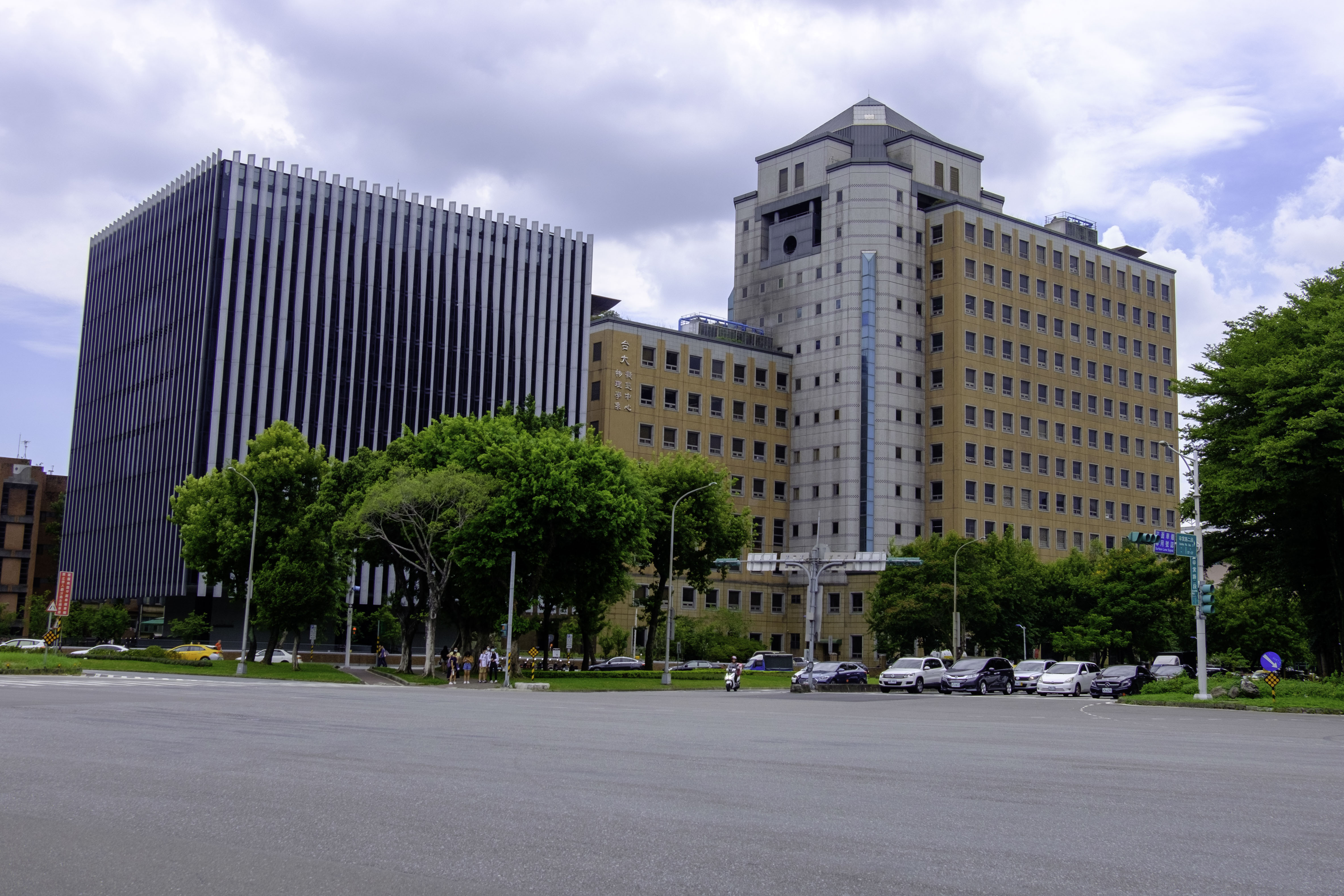
次震宇宙館（左）與物理學系凝態中心大樓（右）

梁次震中心位於國立臺灣大學校本部的次震宇宙館，該大樓毗鄰臺大天文數學館與凝態科學中心及物理學系大樓，2017年次震宇宙館落成前該中心位於凝態科學中心及物理學系大樓。其實驗項目涵蓋了位於夏威夷的CMB觀測、南極洲的GZK宇宙微中子探測和西藏的阿里計畫等。工作組的重點範圍從恆星和星系演化、大規模結構形成、宇宙中微子、暗物質到暗能量研究，努力為理解宇宙甚至多元宇宙的起源、組成和演化做出貢獻。

## 外部連結
- 梁次震宇宙學與粒子天文物理學研究中心國立臺灣大學